# Клепікова Ольга Василівна
Ольга Василівна Клепікова (10 жовтня 1915, Тула — 27 липня 2010) — рекордсменка світу з планерного спорту, льотчиця-інструкторка, льотчиця-випробувачка. Заслужений майстер спорту СРСР.

## Біографія
Народилася 10 жовтня 1915 року в місті Тулі. Навчалася в школі фабрично-заводського учнівства, працювала токарем-фрезерувальником, в 1930 році вступила до Тульського аероклубу. У 1933 році направлена в Москву, в льотну школу, після закінчення якої стала інструкторкою Центрального аероклубу в Москві.

Могила Ольги Клепікової

У 1938–1940 роках встановила ряд всесоюзних рекордів. 6 липня 1939 року на планері РФ-7 (конструктор О. К. Антонов) встановила світовий рекорд дальності польоту. Стартувавши з підмосковного аеродрому, вона приземлилася в районі Сталінграда, пролетівши 749,2 км. Майже 12 років цей результат залишався найвищим досягненням і для чоловіків, а серед жінок залишався неперевершеним протягом 38 років.
Під час німецько-радянської війни працювала льотчиком-інструкторкою під Сталінградом, потім випробувала бойові літаки в Казані, Ростові-на-Дону. Працювала льотчицею-випробувачкою до 1953 року.
Померла 27 липня 2010 року. Похована в Києві на Святошинському кладовищі.